# Power to All Our Friends
Power to All Our Friends is een hitsingle uit 1973 van de Britse zanger Cliff Richard.
Richard werd voor het Verenigd Koninkrijk uitgezonden naar het Eurovisiesongfestival in de stad Luxemburg waar hij met 123 punten als derde eindigde. In de Nederlandse Top 40 bereikte het de koppositie waar het vier weken verbleef.

## Hitnoteringen

### Nederlandse Top 40
| Hitnotering: 17-03-1973 t/m 26-05-1973 | Hitnotering: 17-03-1973 t/m 26-05-1973 | Hitnotering: 17-03-1973 t/m 26-05-1973 | Hitnotering: 17-03-1973 t/m 26-05-1973 | Hitnotering: 17-03-1973 t/m 26-05-1973 | Hitnotering: 17-03-1973 t/m 26-05-1973 | Hitnotering: 17-03-1973 t/m 26-05-1973 | Hitnotering: 17-03-1973 t/m 26-05-1973 | Hitnotering: 17-03-1973 t/m 26-05-1973 | Hitnotering: 17-03-1973 t/m 26-05-1973 | Hitnotering: 17-03-1973 t/m 26-05-1973 | Hitnotering: 17-03-1973 t/m 26-05-1973 | Hitnotering: 17-03-1973 t/m 26-05-1973 |
| Week                                   | 1                                      | 2                                      | 3                                      | 4                                      | 5                                      | 6                                      | 7                                      | 8                                      | 9                                      | 10                                     | 11                                     |                                        |
| -------------------------------------- | -------------------------------------- | -------------------------------------- | -------------------------------------- | -------------------------------------- | -------------------------------------- | -------------------------------------- | -------------------------------------- | -------------------------------------- | -------------------------------------- | -------------------------------------- | -------------------------------------- | -------------------------------------- |
| Nummer                                 | 15                                     | 5                                      | 2                                      | 1                                      | 1                                      | 1                                      | 3                                      | 4                                      | 9                                      | 13                                     | 35                                     | uit                                    |

### Daverende Dertig
| Hitnotering: 17-03-1973 t/m 19-05-1973 | Hitnotering: 17-03-1973 t/m 19-05-1973 | Hitnotering: 17-03-1973 t/m 19-05-1973 | Hitnotering: 17-03-1973 t/m 19-05-1973 | Hitnotering: 17-03-1973 t/m 19-05-1973 | Hitnotering: 17-03-1973 t/m 19-05-1973 | Hitnotering: 17-03-1973 t/m 19-05-1973 | Hitnotering: 17-03-1973 t/m 19-05-1973 | Hitnotering: 17-03-1973 t/m 19-05-1973 | Hitnotering: 17-03-1973 t/m 19-05-1973 | Hitnotering: 17-03-1973 t/m 19-05-1973 | Hitnotering: 17-03-1973 t/m 19-05-1973 |
| Week                                   | 1                                      | 2                                      | 3                                      | 4                                      | 5                                      | 6                                      | 7                                      | 8                                      | 9                                      | 10                                     |                                        |
| -------------------------------------- | -------------------------------------- | -------------------------------------- | -------------------------------------- | -------------------------------------- | -------------------------------------- | -------------------------------------- | -------------------------------------- | -------------------------------------- | -------------------------------------- | -------------------------------------- | -------------------------------------- |
| Nummer                                 | 15                                     | 5                                      | 1                                      | 1                                      | 1                                      | 1                                      | 3                                      | 4                                      | 7                                      | 15                                     | uit                                    |

### NPO Radio 2 Top 2000
In de NPO Radio 2-jaarlijst van de Top 2000 stond het ook diverse keren.

| Nummer met noteringen in de NPO Radio 2 Top 2000 | '99 | '00  | '01 | '02  | '03  | '04  | '05  | '06  | '07  | '08  |
| ------------------------------------------------ | --- | ---- | --- | ---- | ---- | ---- | ---- | ---- | ---- | ---- |
| Power to All Our Friends                         | 843 | 1002 | 920 | 1423 | 1968 | 1979 | 1900 | 1917 | 1709 | 1735 |

1. ↑  Een vetgedrukt getal geeft de hoogste notering aan.
2. ↑  Deze tabel is bijgewerkt tot en met de laatste editie (2024).